# Пугач гвінейський
Пугач гвінейський (Bubo poensis) — вид птахів з роду пугач (Bubo), родини совових.
Країни поширення: Ангола, Камерун, ЦАР, Республіка Конго, Демократична Республіка Конго, Кот-д'Івуар, Екваторіальна Гвінея, Габон, Гана, Ліберія, Ніґерія, Руанда, Сьєрра-Леоне та Уганда.